# Torre de Cos
La Torre de Cos era una torre de guaita i de senyals medieval, situada en el Puig de Montalé a la zona nord-oriental del terme comunal del Tec i al meridional del de Montferrer, damunt de la partió d'aquestes dues comunes del Vallespir, a la Catalunya del Nord.
Està situada al cim d'un turó termenal de les dues comunes esmentades, a ponent i damunt del lloc on hi hagué el poble de Cos. Era una torre de guaita que enllaçava visualment amb les altres torres vallespirenques, com la de Vetera.
Se'n conserven només algunes restes de la base, arrapades a una roca que destaca en els seus entorn, visible a gran distància.